# Давід Рудіша
Давід Рудіша  (англ. David Rudisha, 17 грудня 1988) — кенійський легкоатлет, дворазовий олімпійський чемпіон.

## Виступи на Олімпіадах
| Олімпіада   | Дисципліна        | Місце |
| ----------- | ----------------- | ----- |
| Лондон 2012 | біг на 800 метрів | 1     |
| Ріо 2016    | біг на 800 метрів | 1     |

## Зовнішні посилання
- Досьє на sport.references.com [Архівовано 14 листопада 2012 у Wayback Machine.]